# Takeda Taijun

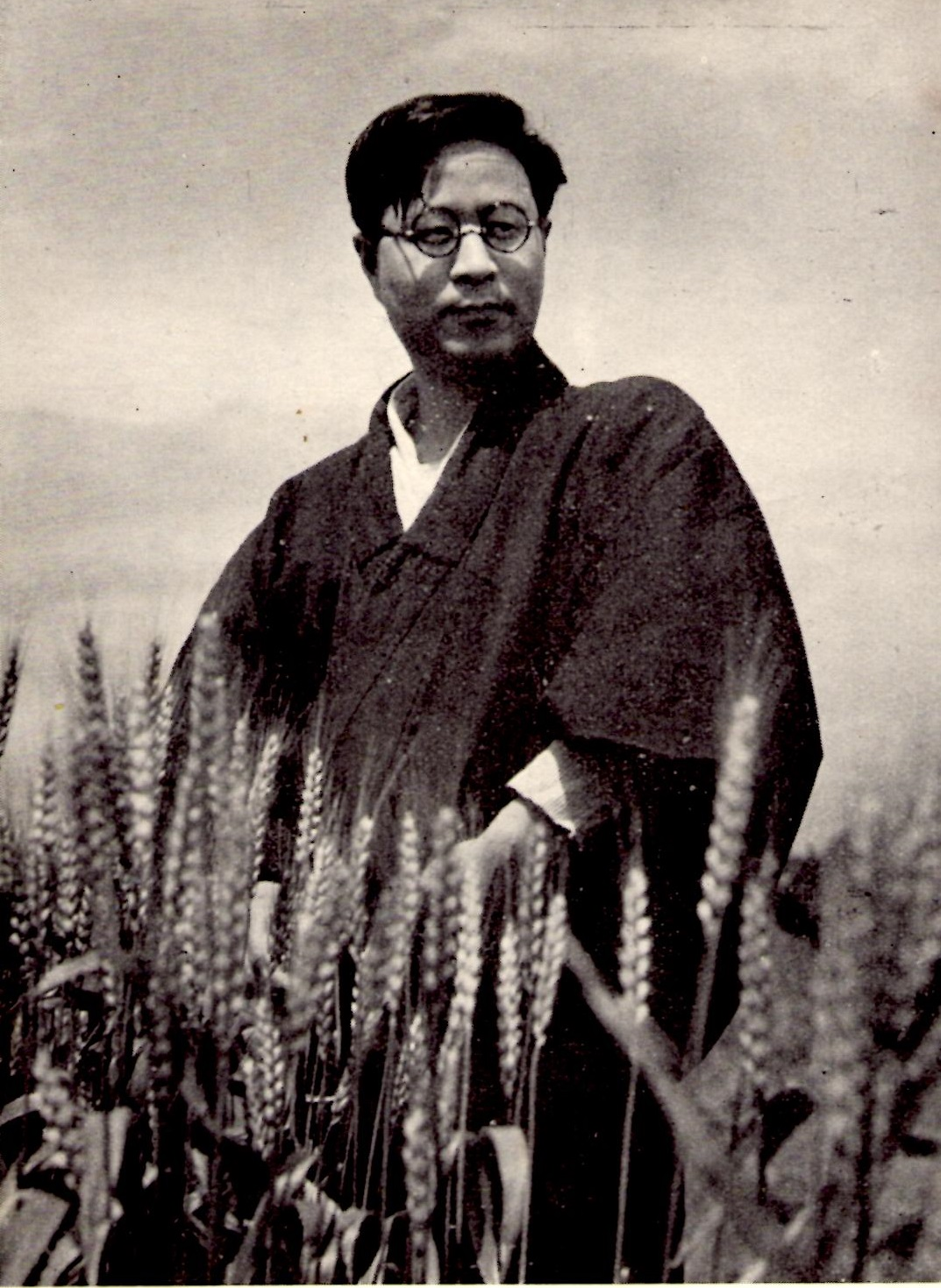
Takeda Taijun

Takeda Taijun (japanisch 武田 泰淳; * 12. Februar 1912 in Tokio; † 5. Oktober 1976) war ein japanischer Schriftsteller.
Der Sohn eines buddhistischen Mönches begann 1932 Sinologie an der Universität Tokio zu studieren, musste das Studium jedoch wegen politischer Aktivitäten, in deren Folge er in Haft kam, abbrechen. 1934 gründete er mit anderen Sinologen die Zeitschrift Chūgoku Bungaku für chinesische Studien. 1937 wurde er zur Armee eingezogen und kam nach Shanghai. Zwei Jahre später kehrte er nach Japan zurück und veröffentlichte hier 1943 den Roman Shiba Sen über den chinesischen Historiker Sima Qian. Von 1944 bis 1946 leitete er die Chinesisch-Japanische Kulturgesellschaft in Shanghai. Ab 1947 unterrichtete er ein Jahr lang an der Universität Hokkaidō, danach lebte er als freier Schriftsteller. 1973 erhielt er den Großen Preis für japanische Literatur für den Roman Kairaku, 1976 den Noma-Literaturpreis für Memai no suru sanpo. Neben Romanen veröffentlichte er auch mehrere Essaybände. Einige seiner Werke wurden u. a. von Uchida Tomu und Nagisa Ōshima verfilmt.

## Werke
- 1943 Shiba Sen (司馬遷)
- 1947 Shimpan (審判)
- 1947 Mamushi no sue (蝮のすゑ)
- 1948 Ai no katachi (愛のかたち)
- 1950 Igyō no mono (異形の者)
- 1951 Hashi o kizuku (橋を築く)
  - „Die Brücke“, übersetzt von Peter Pörtner, in: Hefte für Ostasiatische Literatur Nr. 10 (Oktober 1990), iudicium, München, S. 24–36[1]
- 1952 Fūbaika (風媒花)
- 1954 Hikarigoke (ひかりごけ)
- 1954 Ningen bungaku rekishi (人間・文学・歴史), Essays
- 1955–58 Mori to mizuumi no matsuri (森と湖のまつり)
- 1957 Miru kiku kangaeru (みる・きく・かんがへる), Essays
- 1972 Keraku (快楽)
- 1974 Fuji (富士)
- 1976 Memai no suru sanpo (目まいのする散歩)